# S-LCD
 (mai 2017).
Si vous disposez d'ouvrages ou d'articles de référence ou si vous connaissez des sites web de qualité traitant du thème abordé ici, merci de compléter l'article en donnant les références utiles à sa vérifiabilité et en les liant à la section « Notes et références ».
S-LCD (Hangul : 에스 엘시디, japonais : エ ス · エ ル シ ー デ ィ ー) est un fabricant sud-coréen de panneaux LCD TFT en silicium amorphe appartenant à Samsung Electronics.
La société a été créée en avril 2004 à Chungcheongnam-do, en Corée du Sud en tant que coentreprise entre Samsung Electronics (51%) et Sony (49% part).
S-LCD, à partir du 25 avril 2008, a fonctionné avec une capacité de production mensuelle de 100 000 panneaux de silicium amorphe (a-Si) de septième génération et de 50 000 tableaux de huitième génération basés sur la technologie PVA qui sont intégrés à la fois dans Samsung Electronics et dans Sony. S-LCD avait à l'origine des installations de production au Japon et en Corée du Sud. En raison de la hausse des coûts et de la demande croissante du marché latino-américain, S-LCD a ouvert ses installations de production au Mexique, où Samsung et Bravia disposent de grandes installations de production d'écran LCD.
Le 26 décembre 2011, Samsung Electronics a annoncé qu'elle acquerrait toutes les actions de Sony. Le 19 janvier 2012, Sony a vendu à Samsung toutes ses parts de S-LCD pour 1,07 trillion de won coréen (72 milliards de yens japonais) en espèces. 1,07 trillion de won coréen en échelle courte correspondent à 1070 milliards de won coréens, soit 1,07 billion de won coréen en échelle longue.
SLCD, S-LCD ou Super LCD est également un terme généralement utilisé pour une évolution de la technologie LCD TFT TN (par exemple, l'iPhone 3GS utilise le S-LCD de LG Display).

## Histoire
Samsung Electronics signe en 2003 un accord pour la création d'une coentreprise pour la production de panneaux LCD TFT amorphe de septième génération. En 2004, S-LCD Corporation est créée. S-LCD commence l'envoi de panneaux LCD TFT de septième génération pour les téléviseurs LCD en avril 2005 et, en août 2007 commence l'envoi de panneaux LCD TFT de huitième génération pour les téléviseurs LCD. 
Sony et Samsung annoncent en 2008 que, en raison de la demande accrue, une deuxième ligne de production de la huitième génération fonctionnera dans l'usine S-LCD au deuxième trimestre de 2009. S-LCD peut être dirigé par Samsung seul comme Sony l'a annoncé une coentreprise avec Sharp Corporation, afin de concurrencer efficacement Samsung, une tâche rendue difficile par leur collaboration actuelle. 
En décembre 2011, les partenaires de la société annoncent que Samsung acquerra la participation totale de Sony dans la coentreprise, ce qui fera de S-LCD Corporation une filiale à part entière de Samsung Electronics. 

## Direction
- PDG : Chang Won-Kie (장원기)
- CFO : Onodera Jun

## Autres fabricants de LCD
- LG Display
- Sharp Corporation
- Japan Display